# Appling County
Appling County är ett administrativt område i delstaten Georgia, USA, med 18 236 invånare. Den administrativa huvudorten (county seat) är Baxley.

## Geografi
Enligt United States Census Bureau har countyt en total area på 1 326 km². 1 318 km² av den arean är land och 8 km²  är vatten.

### Angränsande countyn
- Toombs County - nord
- Tattnall County - nordöst
- Wayne County - sydöst
- Pierce County - syd
- Jeff Davis County - väst
- Bacon County - väst

## Orter
- Baxley (huvudort)
- Graham